# اوا ویشنیفسکا
اِوا ویشنیفسکا (لهستانی: Ewa Wiśniewska؛ زادهٔ ۲۵ آوریل ۱۹۴۲) بازیگر اهل لهستان است. وی از سال ۱۹۵۷ میلادی تاکنون مشغول فعالیت بوده‌است و بابت خدمات فرهنگی-هنری‌اش برندهٔ نشان افتخار تولد لهستان و گلوریا آرتیس شده است.
از فیلم‌هایی که وی در آن‌ها نقش داشته‌است، می‌توان به یانوشیک، وقتی منو بگیری باهام چکار می‌کنی؟، با آتش و شمشیر (فیلم)، با آتش و شمشیر (مجموعه تلویزیونی)، ناپلئون، زندگی برای زندگی: ماکسیمیلیان کلبه، جادوگر (مجموعه تلویزیونی)، جادوگر (فیلم)، قماری بالاتر از زندگی، افسانه‌ای باستانی: آن هنگام که خورشید یک ایزد بود، نبرد ورشو ۱۹۲۰، فرار از سینما لیبرتی و سه گام روی زمین اشاره نمود.